# Wandtapijt 'De Slag van Ingelmunster'
Het wandtapijt ‘De Slag van Ingelmunster’ is een wandtapijt dat hangt in het gemeentehuis van het West-Vlaamse Ingelmunster dat een slag voorstelt uit 1580.

## Geschiedenis
Dit wandtapijt is geweven voor de wereldtentoonstelling van 1878 in Parijs, naar een karton van A.K. Sandoz. Dit karton is op zijn beurt weer afgekeken van het 18e-eeuwse schilderij ‘De Slag van Ingelmunster, 1580’ dat vroeger in het kasteel hing, maar door de brand in 2001 verwoest werd.

## Voorstelling
Het tapijt stelt een gevecht voor nabij de Mandel. Dit vond plaats in Ingelmunster in 1580. De legers van de Staten-Generaal voerden strijd met de koning van Spanje. De respectievelijke aanvoerders waren François de La Noue, een berucht Frans generaal en de Markies van Roubaix. De Staten Generaal verloor de slag en De la Noue werd gevangengenomen en naar Farnese gestuurd. Ingelmunster en zijn kasteel waren volledig verwoest waardoor de families Bourgondië en van Kleef de heerlijkheid aan de von Plotho’s moest verkopen. 
Het wandtapijt is voorzien van een boord met data en wapenschilden van de families Montblanc en von Plotho, de latere eigenaars van het kasteel.

## Details
- Het tapijt weegt 8500 kg.
- De prijs van de grondstoffen indertijd komt overeen met € 2,50. Het maken kostte € 75,72.
- In 1986 kocht de gemeente Ingelmunster ‘De Slag van Ingelmunster’ voor zo’n 21 250 euro.
- Het tapijt kan enkel bezichtigd worden na afspraak met het onthaal in het gemeentehuis. Het bezichtigen is gratis.